# Grimmia mairei
Grimmia mairei är en bladmossart som beskrevs av Jules Cardot och Coppey 1911. Grimmia mairei ingår i släktet grimmior, och familjen Grimmiaceae. Inga underarter finns listade i Catalogue of Life.